# 秀才遇著兵
《秀才遇著兵》（英語：The Gentle Crackdown）是香港電視廣播有限公司製作的一套以中國明代嘉靖年間為背景的古裝電視劇，全劇20集，由陳豪及周麗淇領銜主演，由黎耀祥、米雪、歐倩怡、高雄、李思捷及譚小環聯合演出，並由李力持及元華特別客串演出，監製劉家豪。

## 演員表

### 良才縣

#### 衙門
| 演員   | 角色     | 暱稱 /關係 |
| 許紹雄 | 魯 周    | 魯大人 縣官，第3集退休 患有陳年哮喘症                                                                                            |
| 陳 豪  | 水東樓   | 水大人 縣官，於第3集上任 萬麗君之前未婚夫 史其旺之上司，與其先敵後友（第9集） 陸拾義之上司兼鬥氣冤家，最後爲其夫                 |
| 黎耀祥 | 史其旺   | 史師爺 水東樓之下屬，與其先敵後友（第9集） 史廖氏之子，事母至孝 針對陸秀姑，後與其互生情愫，最後為其夫                           |
| 鄭俊弘 | 紹 泉    | 水東樓之書僮 於第20集為萬麗君之夫                                                                                                |
| 李成昌 | 大平     | 公 捕頭，後因犯案而加入飛虎寨當上山賊 陸戰之舊拍檔 針對陸拾義 於第10集綁架水東樓，勒索一萬両 於第11集死於自製機關 參見強姦民女案 |
| 王俊棠 | 唐 森    | 捕頭，接替么大平（第9集） 陸戰之舊拍檔                                                                                             |
| 周麗淇 | 陸拾義   | 拾義妹 捕快，後升任為馬快，最後為總捕頭 陸戰、金英之女 水東樓之下屬兼鬥氣冤家，最後爲妻 與莫大毛一同長大 萬麗君之情敵            |
| 李思捷 | 莫大毛   | 無 捕快 陸戰故友之子 與陸拾義一同長大                                                                                            |
| 戴耀明 | 茅 士    | 事 捕快 |
| 伍文生 | 文 生    | 生 捕快 |
| 李啟傑 | 寶 非    | 非 捕快 |
| 陳狄克 | 魯長隨   | 魯周之隨從 |
| 杜大偉 | 小 五    | 衙役 么大平之內應，後被收監（第10-11集）                                                                                           |
| 曾梓明 | 阿 富    | 衙差 |
| 王基信 | 阿 貴    | 衙差 |
| 陳建文 | 阿 榮    | 衙差 |
| 張達倫 | 阿 華    | 衙差 |
| 趙樂賢 | 阿 財    | 衙差 |
| 何慶輝 | 阿 源    | 衙差 |
| 翟兆麟 | 阿 廣    | 衙差 |
| 柯 嵐  | 阿 進    | 衙差 |
| 虞天偉 | 衙門大夫 | |
| 陸駿光 | 書 吏    | |
| 梁健平 | 典獄長   | |
| 曾健明 | 六部典史 | |
| 凌禮文 | 六部典史 | |
| 黎銘諾 | 六部典史 | |
| 黃俊紳 | 六部典史 | |
| 楊宜樺 | 六部典史 | |
| 黃嘉樂 | 六部典史 | |

#### 陸家
| 演員           | 角色   | 暱稱 /關係                                                                                       |
| 元 華          | 陸 戰  | 神捕 金英之夫 陸秀姑之兄 陸拾義之父 么大平、唐森之舊拍檔 多年前因救囚犯而死於火場 （特別客串演出） |
| 謝宛婷（童年） | 金 英  | 拾義媽 湯水舖老闆娘 原爲俠盜飛鷹 陸戰之妻 陸拾義之母 水東樓兒時之救命恩人 萬鎮方之天敵           |
| 米 雪          | 金 英  | 拾義媽 湯水舖老闆娘 原爲俠盜飛鷹 陸戰之妻 陸拾義之母 水東樓兒時之救命恩人 萬鎮方之天敵           |
| 譚小環         | 陸秀姑 | 秀姑 陸戰之妹 陸拾義之姑姐 赖仁之前妻 被史其旺針對，後與其互生情愫，最後為其妻 賴安之母          |
| 周麗淇         | 陸拾義 | 拾義妹 陸戰、金英之女 參見良才縣衙門                                                             |
| 李思捷         | 莫大毛 | 無 居住於陸家，受金英照顧 參見良才縣衙門                                                         |

#### 其他居民
| 演員   | 角色     | 暱稱 /關係                                                    |
| 朱咪咪 | 史廖氏   | 史大媽 史其旺之母 陸秀姑之奶奶                                |
| 何婷恩 | 戴 銀    | 史家下人                                                      |
| 李國麟 | 羅 鋼    | 羅師傅 良才縣武館館主 鍾情金英（第2，12集）                   |
| 江 暉  | 祝 山    | 水東樓好友                                                    |
| 敖嘉年 | 高 明    |                                                               |
| 蒲茗藍 | 才 子    |                                                               |
| 李麗麗 | 八 嬸    |                                                               |
| 趙靜儀 | 楊 嫂    |                                                               |
| 黃澤鋒 | 鄭 成    | 湯水舖員工                                                    |
| 張松枝 | 賴 仁    | 陸秀姑之前夫 賴安之父                                         |
| 王樹熹 | 赖 安    | 陸秀姑、赖仁之子                                              |
| 古明華 | 陳 七    | 盜賊                                                          |
| 蘇恩磁 | 森 妻    | 唐森之妻                                                      |
| 黃樂兒 | 生 妻    | 文生之妻                                                      |
| 陳念君 | 非 妻    | 寶非之妻                                                      |
| 曾慧雲 | 吉 媽    |                                                               |
| 游 飆  | 賣魚佬   |                                                               |
| 湯百山 | 豬肉佬   |                                                               |
| 招石文 | 酒樓老闆 |                                                               |
| 曾守明 | 客棧老闆 |                                                               |
| 李海生 | 張員外   |                                                               |
| 黃文標 | 貴 利    | 吉祥賭坊                                                      |
| 彭冠中 | 貴 利    | 吉祥賭坊                                                      |
| 沈可欣 | 關 嫂    | 有孕，因丈夫關昌已臥病在床半年，未能耕種，繳不出田稅（第4集） |
| 何俊軒 | 村 民    |                                                               |
| 余慕蓮 | 村 民    |                                                               |
| 曾慧宜 | 村 民    |                                                               |
| 廖麗麗 | 村 民    |                                                               |
| 何偉業 | 村 民    |                                                               |
| 甘子正 | 村 民    |                                                               |
| 卓 躍  | 村 民    |                                                               |
| 賀文傑 | 村 民    |                                                               |
| 許明志 | 村 民    |                                                               |
| 黃鳳瓊 | 老 鴇    | 怡香院老鴇                                                    |
| 林淑敏 | 春 花    | 怡香院妓女                                                    |
| 詹秀君 | 秋 月    | 怡香院妓女                                                    |
| 周家怡 |          | 怡香院妓女                                                    |
| 何綺雲 |          | 怡香院妓女                                                    |
| 宋芝齡 |          | 怡香院妓女                                                    |
| 潘芷蕾 |          | 怡香院妓女                                                    |
| 鐘禧文 |          | 怡香院妓女                                                    |
| 伍濼文 |          | 怡香院妓女                                                    |
| 雷 恩  |          | 怡香院妓女                                                    |
| 張雪芹 |          | 怡香院妓女                                                    |
| 若 思  |          | 怡香院妓女                                                    |
| 林影紅 |          | 怡香院妓女                                                    |
| 黃芋晴 |          | 怡香院妓女                                                    |

### 萬家
| 演員   | 角色   | 暱稱 /關係 |
| 高 雄  | 萬鎮方 | 萬太保 本劇終極大反派 京畿地方高官，原為太監小祥子 水東樓之恩師，後反目 萬麗君之養父 金英、邵正罡之天敵 參見養生寶典案 |
| 歐倩怡 | 萬麗君 | 萬鎮方之養女 水東樓之前未婚妻 陸拾義之情敵 於第20集為紹泉之妻                                                          |
| 宋紫盈 | 小 玉  | 萬家婢女，後被革職 |
| 夏竹欣 | 小 蘭  | 萬家婢女 |
| 鍾建文 | 家 丁  | 萬家家丁 |

### 與案件有關人物

#### 珠鍊失竊案（第1集）
| 演員   | 角色   | 暱稱 /關係                          |
| 鍾志光 | 王員外 |                                     |
| 方伊琪 |        | 王員外之正室                        |
| 朱婉儀 |        | 王員外之妾侍 被偷珠鍊的擁有者       |
| 林遠迎 | 阿 池  | 王家家丁 偷取珠鍊的犯人 於第1集被捕 |

#### 傷人案（第1集）
| 演員   | 角色  | 暱稱 /關係                                                    |
| 李力持 | 彭 威 | 威少 良才縣惡霸 打傷水東樓、魯周 於第1集被捕 （特別客串演出） |
| 林子善 | 鄧    | 彭威之手下                                                    |
| 黃錫濤 | 嚴    | 彭威之手下                                                    |

#### 汪大虎案（第2集）
| 演員   | 角色   | 暱稱 /關係                        |
| 鄭家生 | 汪大虎 | 通緝大盜 偷取朝廷字畫 於第2集被捕 |

#### 茅廁失款案（第4集）
| 演員  | 角色   | 暱稱 /關係                                                                |
| 黎 宣 | 李三婆 | 老伴李三貴日前因病過世，無親無故 被偷去作殮葬用的一千文錢 於第4集失而復得 |

#### 祖屋侵佔案（第5集）
| 演員   | 角色   | 暱稱 /關係                                                                  |
| 麥嘉倫 | 林 通  | 何百福之表親 企圖以二十兩侵佔周旭祖屋 於第5集答應賠償一百兩和大屋一座予周旭 |
| 孫季卿 | 周 旭  | 目不識丁，被林通騙祖屋及打傷                                                |
| 鄺佐輝 | 王三寶 | 被林通收買作假證人                                                          |

#### 強姦民女案（第6 - 9集）
| 演員   | 角色   | 暱稱 /關係                                                                                 |
| 莫家堯 | 馬立光 | 馬庸之子 於第6集強姦雲芝 於第7集指使么大平毒害雲芝 於第9集被判斬首                           |
| 殷 櫻  | 雲 芝  | 民女 於第6集被馬立光強姦 於第7集被么大平毒害昏迷 於第9集康復                                 |
| 江 漢  | 馬 庸  | 朝廷撫台 馬立光之父 於第9集因企圖用裸蓋菇毒害雲芝而被送往刑部                              |
| 李成昌 | 大平   | 公 良才縣衙門捕頭 於第7集被馬立光指使用虎頭蜂毒害雲芝 於第9集被判流放三千里 參見良才縣衙門 |
| 趙永洪 | 華 漢  | 馬立光之友 被馬立光收買給假口供                                                            |
| 劉桂芳 |        | 雲芝之母                                                                                   |
| 劉深宜 | 馬長隨 | 馬庸之隨從                                                                                 |
| 陳鳳冰 | 陳二婆 | 穩婆                                                                                       |
| 羅樂林 | 邵正罡 | 刑部尚書 參見養生寶典案                                                                    |

#### 獨孤龍案（第10集）
| 演員   | 角色   | 暱稱 /關係                                 |
| 駱達華 | 獨孤龍 | 通緝大盜 企圖偷取「南朝玉佛」 於第10集被捕 |
| 林敬剛 |        | 鏢師                                       |
| 李鴻   | 朱鏢師 | 鏢師                                       |
| 楊鴻俊 | 洪捕快 | 梅林鎮捕快                                 |

#### 燒屍案（第13集）
| 演員   | 角色   | 暱稱 /關係                                     |
| 郭卓樺 | 王 廣  | 王勝之弟 因謀家產而殺害兄長並燒屍 於第13集被捕 |
| 伍慧珊 | 王范氏 | 王勝之妻                                       |

#### 貴女被殺案（第14 - 15集）
| 演員   | 角色   | 暱稱 /關係 |
| 傅子欣 | 戚采寧 | 戚太史之女 萬麗君之好友 於第14集在出嫁前被戴師傅殺害                                                                         |
| 魏惠文 | 戴師傅 | 原名方志鴻 儀容院老闆兼梳頭師傅 / 殺人逃犯 殺害眾貴女的兇手 6年前因與其有婚約之官家小姐貪圖富貴改嫁他人而將之殺害 於第15集被捕 |
| 湯俊明 | 辛細鳳 | 儀容院梳頭師傅 於第14集目擊戴師傅殺人                                                                                        |
| 張潔蓮 | 張貴女 | |
| 吳幸美 | 唐貴女 | |
| 馬小靈 | 桂 芳  | |
| 陳勉良 | 仵 作  | |
| 黃子恒 |        | 儀容院梳頭師傅 |

#### 養生寶典案（第16 - 20集）
| 演員   | 角色     | 暱稱 /關係 |
| 高 雄  | 萬鎮方   | 萬太保 京畿地方高官，原為太監小祥子 於三十年前盜取「養生寶典」練得神功 先後殺害其妻、南北名捕、楚雄、菩提大師，並派人放火燒死兩名知其身份的太監 假扮俠盜飛鷹犯罪 於第20集被揭發其惡行，最後被金英母女聯手以流雲斬殺害 參見萬家 |
| 羅樂林 | 邵正罡   | 刑部尚書 萬鎮方之天敵 與水東樓聯手調查萬鎮方 |
| 黃德斌 | 楚 雄    | 萬鎮方之手下 於第19集因知道萬鎮方身分而被其殺害 |
| 何啟南 | 蕭天南   | 南北名捕 協助追查「養生寶典」下落 於第17集被萬鎮方殺害 |
| 邵傳勇 | 喬振北   | 南北名捕 協助追查「養生寶典」下落 於第17集被萬鎮方殺害 |
| 劉天龍 |          | 喬振北之助手 |
| 蔡國慶 | 菩提大師 | 菩提寺住持 於第20集被萬鎮方殺害 |
| 郭德信 | 周大人   | 都御史 |
| 黃嘉樂 | 小沙彌   | 菩提寺和尚 |
| 陳榮峻 | 孟公公   | 太監 |
| 楊嘉諾 | 老 僧    | 太監 |
| 徐 榮  |          | 西昌縣捕快 |

### 其他演員
| 演員   | 角色   | 暱稱 /關係                                                                  |
| 子明   | 何百福 | 杭州知府，水東樓上級，後因被揭發其罪行而辭官（第8集） 林通之表姐夫（第5集） |
| 羅浩楷 | 錢亨通 | 官員 巴結何百福（第6集）                                                    |
| 楊英偉 | 楊大人 | 官員 巴結何百福（第6集）                                                    |
| 張英才 | 岑大人 | 布政使，侵吞賑災官銀（第8集）                                               |
| 李岡   | 麥大人 | 按察使，與王知府妾侍私通，育有私生兒（第8集）                               |
| 簡慕華 |        | 王知府妾侍，與麥大人私通，育有私生兒（第8集）                               |
| 李家鼎 | 江 勇  | 飛虎寨山賊首領 么大平之同黨 於第11集被捕                                      |
| 傅劍虹 | 方侍衛 |                                                                             |
| 趙敏通 | 方侍衛 |                                                                             |
| 麥子樂 |        | 邵正罡手下                                                                  |
| 李泳豪 | 張公子 | 解元                                                                        |

## 收視

### 香港收视
以下為本劇於香港無綫電視翡翠台之收視：
| 週次 | 集數  | 平均收視 | 最高收視 |
| 1    | 01-05 | 31點     | 32點     |
| 2    | 06-10 | 30點     | 32點     |
| 3    | 11-15 | 30點     | 32點     |
| 4    | 16-20 | 33點     | 40點     |

### 广州收视
| 月份      | 集数 | 省网收视 | 市网收视 | 合计 |
| --------- | ---- | -------- | -------- | ---- |
| 2005年5月 | 1-5  |          | 15       |      |
| 2005年6月 | 6-20 | 12.4     | 15.5     | 27.9 |

数据来源：CSM媒介研究

## 獎項
無線電視38周年《萬千星輝賀台慶》頒獎禮「飛躍進步女藝員」----周麗淇

## 續集
- 秀才愛上兵

## 外部連結
- 無綫電視官方網頁 - 秀才遇著兵
- 無綫電視官方網頁(TVBI) - 秀才遇著兵 （页面存档备份，存于）
- TVBS官方網頁 - 秀才遇著兵 （页面存档备份，存于）

| 老婆大人 -6月3日           | 老婆大人 -6月3日                                    | 情迷黑森林 6月6日-                                  | 情迷黑森林 6月6日-         |
| 上一套： 學警雄心 -5月24日 | 翡翠台第二綫劇集（2005） 秀才遇著兵 5月25日-6月21日 | 翡翠台第二綫劇集（2005） 秀才遇著兵 5月25日-6月21日 | 下一套： 奪命真夫 6月22日- |
| 醫道 5月2日-7月22日        |                                                     |                                                     |                            |

| 上一套： 野蠻奶奶大戰戈師奶 -2010年8月4日 | 翡翠台中午重播劇集時段(2010) 秀才遇著兵 2010年8月5日-9月1日 星期一至五 11:45-12:40 | 翡翠台中午重播劇集時段(2010) 秀才遇著兵 2010年8月5日-9月1日 星期一至五 11:45-12:40 | 下一套： 舞動全城 2010年9月2日- |

| 香港 無綫電視翡翠台黃昏劇集時段 星期一至六 17:55-18:30 2016年1月23日 17:30-18:30 | 香港 無綫電視翡翠台黃昏劇集時段 星期一至六 17:55-18:30 2016年1月23日 17:30-18:30 | 香港 無綫電視翡翠台黃昏劇集時段 星期一至六 17:55-18:30 2016年1月23日 17:30-18:30 |
| -------------------------------------------------------------------------------- | -------------------------------------------------------------------------------- | -------------------------------------------------------------------------------- |
|                                                                                  | 秀才遇著兵 （2015年12月10日－2016年1月23日）                                     |                                                                                  |
| 茶是故鄉濃 （2015年9月24日－2015年12月9日）                                      | 秀才愛上兵 （2016年1月25日－3月10日）                                            |                                                                                  |